# عمرو المنوفي
عمرو المنوفي لاعب كرة قدم مصري، ويلعب حاليًا لنادي حرس الحدود في مركز خط الوسط.

وقد انتقل لنادي سموحة قادمًا من نادي الرجاء ولمدة ثلاث سنوات، بعد أن كان أبرز لاعبي فريقه ومحط أنظار الكثير من الفرق الكبرى، وانضم كذلك إلى المنتخب العسكري ، وفي 25 يونيو 2018 انتقل إلى نادي حرس الحدود لمدة موسمين.

## إحصائيات مشاركاته
آخر تحديث في 18 يوليو 2017

### مع الأندية
| الفريق | الموسم    | الدوري  | الدوري | الكأس   | الكأس | البطولات القارية | البطولات القارية | الإجمالي | الإجمالي |
| الفريق | الموسم    | مشاركات | أهداف  | مشاركات | أهداف | مشاركات          | أهداف            | مشاركات  | أهداف    |
| ------ | --------- | ------- | ------ | ------- | ----- | ---------------- | ---------------- | -------- | -------- |
| الرجاء | 2013–2014 | 20 [1]  | 0      | 3       | 0     | —                | —                | 23       | 0        |
| الرجاء | 2014–2015 | 11      | 4      | 0       | 0     | —                | —                | 11       | 4        |
| الرجاء | الإجمالي  | 31      | 4      | 3       | 0     | —                | —                | 34       | 4        |
| سموحة  | 2014–2015 | 18      | 1      | 2       | 0     | 9                | 2                | 29       | 3        |
| سموحة  | 2015–2016 | 31      | 1      | 3       | 0     | —                | —                | 34       | 1        |
| سموحة  | 2016–2017 | 27      | 0      | 0       | 0     | 8                | 0                | 35       | 0        |

## روابط خارجية
- عمرو المنوفي